# Soumaya Fatnassi
Soumaya Fatnassi, née le 13 février 1980, est une haltérophile tunisienne.

## Carrière
Soumaya Fatnassi évolue dans la catégorie des moins de 53 kg.
Elle est triple médaillée d'or à l'arraché, à l'épaulé-jeté et au total aux championnats d'Afrique 2001 à Stellenbosch.
Elle est médaillée de bronze à l'arraché et au total dans la catégorie des moins de 48 kg aux Jeux africains de 2003 à Abuja.
Elle est médaillée d'or aux championnats d'Afrique 2005.
Elle est médaillée d'argent aux championnats d'Afrique 2008 et médaillée d'or aux championnats d'Afrique 2009 et 2010.
Elle est médaillée d'argent à l'arraché et à l'épaulé-jeté aux Jeux méditerranéens de 2009. Aux Jeux panarabes de 2011, elle obtient la médaille d'or.